# Instituto Rafael Ariztía
El Instituto Rafael Ariztía (abreviado IRA) es un establecimiento educacional de educación preescolar, básica y media, ubicado en la ciudad de Quillota, Chile; dependiente de la Congregación de los Hermanos Maristas.

## Historia
El establecimiento fue fundado el 8 de marzo de 1914, esto fue posible, ya que el arzobispo de Santiago poseía una casa del tiempo colonial en Quillota, ya fuera de servicio; la que puso a disposición del centro cristiano para la construcción del colegio. El centro cristiano delegó al señor sacerdote, párroco de Quillota, don Rubén Castro Rojas, para que acomodase al edificio en su nuevo destino.
El párroco tenía a un fiel feligrés, don Rafael Ariztía Lyon, que había sido Diputado de la República por Limache y Quillota, el cual ayudó a las obras de construcción, las cuales empezaron en octubre de 1913 y terminaron en febrero de 1914.
Posteriormente, se instalaron los profesores pertenecientes a la Congregación de los Hermanos Maristas, que ya dirigían 2 establecimientos a nivel nacional, en las ciudades de Los Andes y Curicó. El 8 de marzo de 1914 fue la inauguración del colegio bajo el nombre de Instituto Quillota.

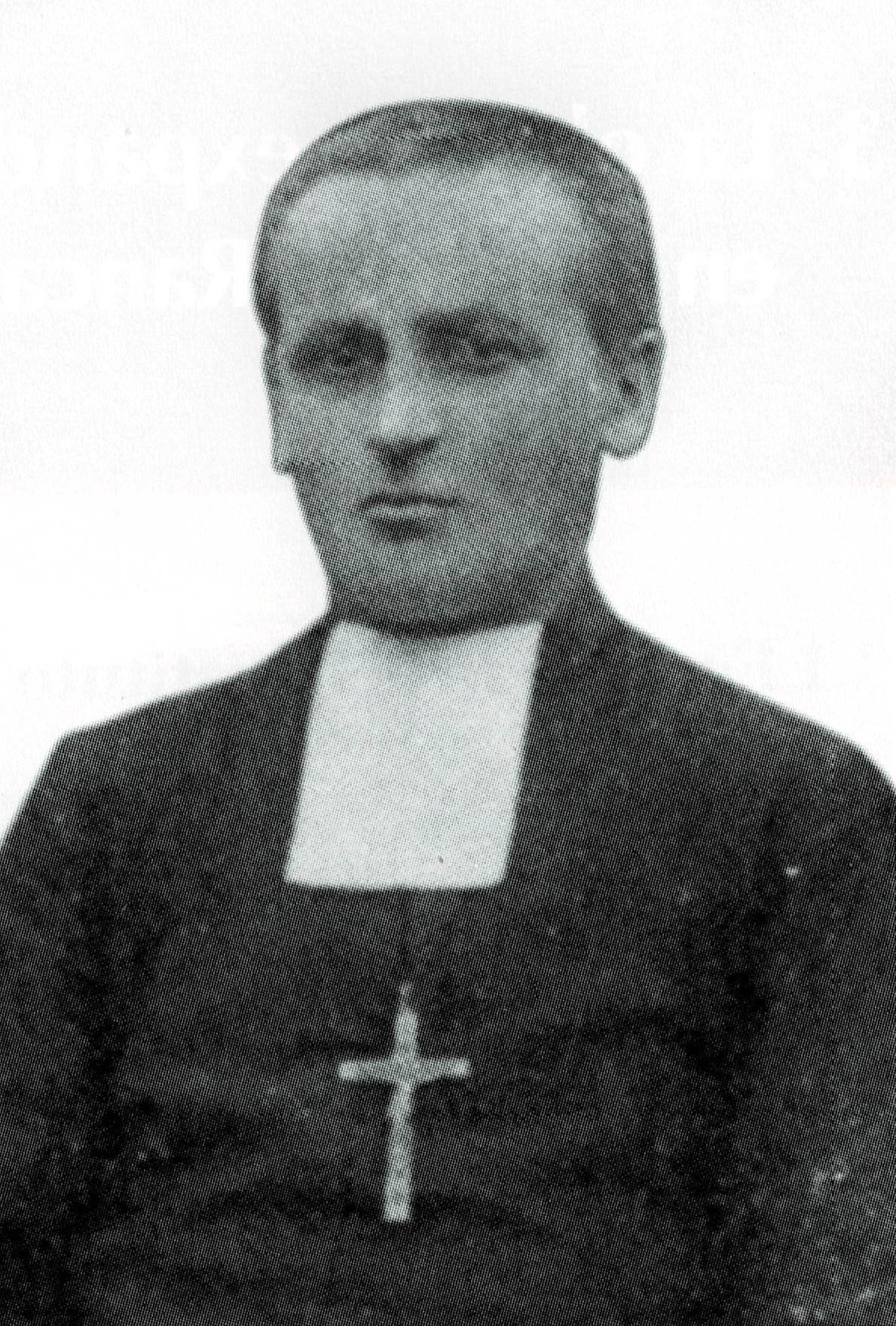
El hermano marista Louis Tiron, primer rector del establecimiento.

En 2008 se gradúa del instituto la última generación masculina, terminando una larga tradición de 94 años, y culminando el proceso bajo el cual se haría mixto.
El año 2011, el establecimiento organizó la edición n.º 15 de los Juegos Nacionales Femeninos Maristas, por segunda ocasión en su historia, en donde el IRA se adjudicaría el Primer Lugar General por primera vez en la historia de esta competición.[cita requerida]
Actualmente[¿cuándo?] cuenta con aproximadamente 1550 alumnos, símbolo distintivo de la provincia de Quillota, de notable infraestructura y resultados académicos y del cual han egresado importantes figuras públicas que han contribuido al desarrollo de la región y del país. 
Desde 2016 es rector del establecimiento el Hno. Jesús Triguero Juanes.

## Lista de rectores
Durante su historia, han ejercido 20 rectores, entre los que se destacan 19 hermanos maristas. El señor Claudio Arellano ha sido el único rector laico que ha tenido el establecimiento. El club de fútbol San Luis de Quillota le debe su nombre al primer rector de la institución, el Hermano Marista Luis Tirón.